# Partido Zárate
Zárate ist ein Partido im Norden der Provinz Buenos Aires in Argentinien. Laut einer Schätzung von 2019 hat der Partido 126.865 Einwohner auf 1.202 km². Der Verwaltungssitz ist die Stadt Zárate.

## Orte
Zárate ist in 5 Ortschaften und Städte, sogenannte Localidades, unterteilt.
- Zárate
- Lima
- Barrio Saavedra
- Country Club El Casco
- Escalada